# De situ orbis di Albi
Il De situ orbis  è un manoscritto miniato della Geografia di Strabone, realizzato a Venezia o Padova nel 1459 e illustrato probabilmente da Giovanni Bellini, conservato nella biblioteca di Albi (Ms. 77) .
Venne tradotto dal greco al latino da Guarino da Verona su commissione del generale veneziano Jacopo Antonio Marcello per essere offerto al conte di Provenza Renato d'Angiò, come omaggio diplomatico. Faceva parte di una serie di libri inviati dal nobile militare veneziano al principe francese, anch'egli bibliofilio e appassionato di cultura antica. Il prestigioso manoscritto è scritto a in calligrafia umanista e con capilettera imitanti le capitali lapidee romane con ornamenti fitomorfi.
È illustrato da due miniature a piena pagina, concepite come veri e propri piccoli quadri a rappresentare il traduttore, il committente e il destinatario dell'opera con alcuni personaggi del seguito. Sebbene siano stati oggetto di numerose attribuzioni da parte degli storici dell'arte, oggigiorno vengono generalmente attribuiti al pittore Giovanni Bellini. Quest'opera contribuì all'introduzione dello stile rinascimentale italiano in Francia. Dal XV secolo o dall'inizio di quello successivo fu conservato nella biblioteca capitolare della cattedrale di Albi.

## Storia del manoscritto

### Traduzione e realizzazione

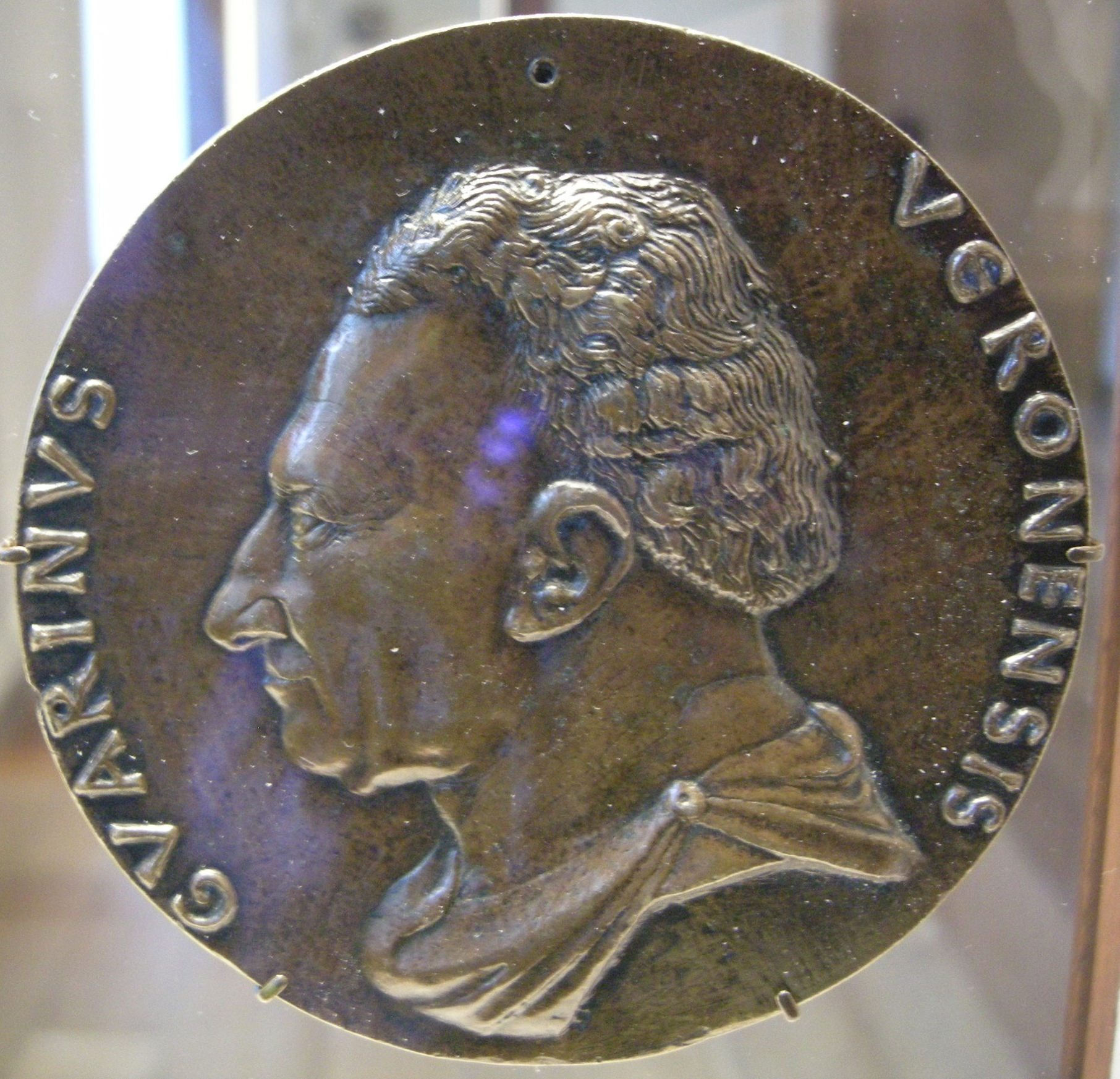
Matteo de' Pasti, Medaglia di Guarino da Verona, 1446 circa, bronzo, 9.33 cm, Washington, National Gallery of Art.

Guarino da Verona (1370-1460), un'umanista a quel tempo residente a Ferrara, su commissione di papa Niccolò V, iniziò la versione in latino della Geografia di Strabone. Questo è almeno quanto descritto nel colophon del manoscritto. È controverso il fatto che il papa abbia incaricato, per la seconda parte dell'opera,  anche un altro traduttore, Gregorio Tifernate da Cortona, che in effetti, almeno parzialmente, poi ne approntò una propria versione. Certamente alla morte del papa nel 1455 il lavoro di Guarino dovette essere interrotto fino a qunado il militare e senatore veneziano Jacopo Antonio Marcello (1399-1464) gli commissionò il completamento della traduzione. il 13 luglio 1458  Guarino consegnò al patrizio veneziano il manoscritto finalmente tradotto.
Marcello ne fece eseguire due copie tra il 1458 e il 1459, di cui questa di Albi paricolarmente lussuosa. Una volta completata e miniata, la copia fu offerta a Renato d'Angiò, re di Napoli come dichiarato nella dedica datata 13 settembre 1459.

### Omaggio diplomatico veneziano a Renato d'Angiò
Il manoscritto Albi appartiene ad un gruppo di preziosi libri scambiati tra il generale veneziano e il principe francese. La Repubblica di Venezia, di cui il Marcello era uno dei rappresentanti, infatti per un certo periodo sostenne le pretese di Renato d'Angiò alla guida del Regno di Napoli. L'angioino dovette combattere contro Alfonso V d'Aragona per la conquista del regno napoletano L'ultima regina Giovanna II di Napoli, morta senza prole, aveva designato nel suo ultimo testamento il fratello di Luigi III Id'Angiò ma l'aragonese si faceva forte della precedente promessa. Il conflitto di Renato contro il re d'Aragona si protrasse sui campi italiani tra il 1438 e il 1442, senza successo. In segno di gratitudine per il sostegno, Marcello fu ammesso all'Ordine cavalleresco della Luna Crescente, creato da Renato nel 1448, assieme a Francesco Sforza, anch'egli sostenitore del principe francese. In questo periodo il generale veneziano inviò alcune opere a Renato d'Angiò e alla moglie Isabella di Lorena. Si generò così una comunanza intellettuale, fondata sullo stesso gusto per i libri e gli autori antichi. Grazie alle dediche presenti all'inizio dei manoscritti è identificabile una decina di opere inviate al re.
A causa della guerra contro gli Sforza, saliti al potere a Milano nel 1450 ,Venezia, con un'inversione di alleanze, si ritrovò alla fine coalizzata con Alfonso V d'Aragona, il vincitore a Napoli e rivale di Renato. Marcello era favorevole a mantenere l'alleanza con i francesi e continuare i buoni rapporti con Renato d'Angiò. Aveva già inviato infatti al suo siniscalco Jean Cossa, nel 1453, il manoscritto miniato delle Passione di San Maurizio e soci, santo protettore dell'Ordine della Mezzaluna, le cui miniature sono attribuite a Giovanni Bellini o al padre Jacopo. Il militare veneziano, divenuto poco dopo governatore di Padova, si inviò al principe angioino l'11 marzo 1457 un'altra opera miniata: la traduzione latina della Geografia (o Cosmografia) di Tolomeo, accompagnata da una mappa del mondo, da una sfera, nonché da descrizioni e mappe della Terra Santa. Il De situ orbis pare essere l'ultimo manoscritto di questi scambi diplomatici, interrotti dopo la morte del figlio di Marcello e dalla sua partenza per Udine nel 1461.

### Arrivo ad Albi
Non è noto con precisione il percorso del manoscritto verso le mani di Renato d'Angiò e cosa ne avvenne dopo la morte. del re. Soprattutto rimane nel dubbio come giunse ad Albi. La tradizione vuole che l'opera sia pervenuta nella città del Tarn tra il 1474 e il 1503, sotto l'episcopato di Luigi I d'Amboise che era stato consigliere dei re di Francia e aveva lasciato in eredità la sua ricca biblioteca alla cattedrale albigese. Esiste però anche una relazione tra il manoscritto e il precedente vescovo della città, Jean Jouffroy, in carica tra il 1462 e il 1473. Quest'ultimo fu infatti vicino al re Renato per il quale svolse missioni diplomatiche in Italia. Fu un bibliofilo che non aveva esitato a saccheggiare le biblioteche delle abbazie di cui era commendatario ed asportarne manoscritti contenenti testi rari e antichi. È nota anche il suo rapporto con Guarino di Verona: con lui partecipò al Concilio di Ferrara nel 1438 ed era presente in Italia nel 1458, quando fu completata la traduzione di Strabone, inoltre l'umanista accettò di farsi carico dell'educazione del nipote dell'alto prelato francese. Jouffroy, infine, possedeva una Vita Xenophontis, tradotta in latino dal figlio di Guarino.
Quello che è certo, secondo quanto dimostrato dallo storico dell'arte François Avril, è che un gruppo di manoscritti miniati appartenuti a Renato d'Angiò fu conservato per un certo periodo nella biblioteca del capitolo della cattedrale di Albi prima di essere disperso in altre collezioni anche straniere. Dopo la Rivoluzione francese, i manoscritti restanti della cattedrale entrarono nelle collezioni della biblioteca pubblica della città, prima presso l'Hôtel de Rochegude poi nell'attuale edificio della mediateca Pierre Amalric.

## Descrizione

### Struttura dell'opera
ll manoscritto contiene 389 carte scritte in latino, nell'ordine:
- prima lettera dedicatoria (carte 1 recto - 2r), scritta da Jacopo Antonio Marcello e indirizzata a Renato d'Angiò, datata 13 settembre 1459;
- seconda lettera (carte 2r - 3r) scritta da Guarino da Verona e indirizzata a papa Niccolà V, primo committente dell traduzione;
- due miniature a piena pagina (carte 3 verso - 4r)
- terza lettera (carte 4v - 6r), scritta anch'essa da Guarino e indirizzata al secondo committente, Jacopo Antonio Marcello;
- testo dei diciassette libri del De situ orbis di Strabone (f.7v. - 389r.), tradotti in latino da Guarino[2].

Il manoscritto autografo di Guarino da Verona, con le sue annotazioni, conservato nella biblioteca Bodleiana di Oxford, permette di ricostruire la formazione del testo del manoscritto albigese. Contrariamente a quanto indicato nella dedica, il testo non è stato tradotto dall'antico manoscritto greco che era conservato nelle collezioni del cardinale greco Isidoro. I libri I a X furono infatti tradotti da un altro manoscritto greco appartenente a Ciriaco di Ancona. I libri XI al XVII furono tradotti da un manoscritto oggi conservato a Mosca. Questi due manoscritti contengono annotazioni di mano di Guarino. In effetti, il manoscritto di Isidoro gli fu inviato dal bibliotecario pontificio solo nel settembre del 1453, dopo che il lavoro di Guarino era iniziato. Quest'ultimo manoscritto probabilmente gli servì per rivedere la sua traduzione. Il manoscritto originale di Oxford contiene anche la seconda e la terza dedica: non sono scritti di mano del traduttore, ma risultano da lui corretti.
Le lettere dedicatorie, ognuna glorificante il destinatario, segnalano l'uso diplomatico dell'opera. Nella lettera di Guarino a Niccolò V, l'autore paragona il papa a Cristo che resuscita Lazzaro nel suo ordinare la traduzione del testo di Strabone per diffonderlo nell'Occidente cristiano. Inoltre paragona, nella stessa lettera, il testo di Strabone alla Septuaginta, una traduzione dalla Bibbia ebraica al greco commissionata dal sovrano egizio Tolomeo II intorno al 270 a.C. Nella lettera a Marcello, Guarino paragona quest'ultimo a un Ercole che sorregge il globo al posto di Atlante, per descrivere il ruolo del generale veneziano subentrato al papa nel sostenere la traduzione della Geografia. Infine, nella lettera di Marcello a Renato d'Angiò, il veneziano indica al principe francese tutti gli altri doni che avrebbe potuto fargli in luogo di questo libro: potevano essere uccelli, cavalli, cani o vasi preziosi, ma a suo giudizio l'opera di un genio era molto più consona ad un signore del rango dell'angioino.

### Calligrafia e capilettera
La calligrafia dell'opera di Albi segue uno stile umanista. Il copista del manoscritto fu sicuramente attivo tra Padova e Venezia negli anni 1460-1470. Sebbene la sua identità sia ancora sfuggente, la sua particolare scrittura è stata rinvenuta in un consistente gruppo di manoscritti tra cui tre opere di Giano Pannonio, amico del Mantegna, e un'opera contenente testi consolatori dedicata a Marcello nel 1461, in occasione della morte del figlio, un manoscritto del Tacuinum Sanitatis, e anche opere destinate ad altri umanisti e prelati come Ermolao Barbaro. I titoli sono scritti in policromia, un espediente rintracciabile anche nella grafia del noto copista umanista padovano Bartolomeo Sanvito, attivo presso la corte pontificia nell'ultimo terzo del XV secolo, che potrebbe essere stato influenzato o formato dal copista del presente manoscritto.

Come nei manoscritti sanvitesi, anche questo di Strabone contiene 23 iniziali "sfaccettate", ispirate alle capitali lapidarie romane e dipinte in modo da dare l'impressione della tridimensionalità, poste su un fondo colorato decorato da racemi e imitazioni di chiodi a dare l'impressione che siano sovrapposte alla pagina. Questo tipo di iniziale si ritrova nel manoscritto della Cosmografia di Tolomeo già offerto a Renato d'Angiò nel 1457. Lo storico dell'arte americano Millard Meiss ha avanzato l'ipotesi che si trattasse di un'opera giovanile di Andrea Mantegna, che a quel tempo era interessato all'epigrafia antica, tanto che questo tipo di capolettera venne soprannominato litterae mantiniane. Ma questa attribuzione non è stata accettata da altri storici infatti questo stesso stile era presente in altre opere padovane precedenti e si diffuse in tutta Italia durante il Rinascimento, come è il caso di un manoscritto del Sanvito, le Vitae Malchi et Pauli di san Girolamo.
- Capolettera "I", carta 35
- Capolettera "S", carta 54v
- Capolettera "D", carta 81r
- Capolettra "P" e titolo mtlticolore , carta 363r

### Rilegatura
La rilegatura attuale dell'opera risale al Novecento, ma fino ad allora aveva ancora la legatura originale XV secolo. La decorazione in oro a caldo particolarmente sontuosa era una delle più antiche conosciute in Europa e rappresentava una tappa rilevante nello sviluppo di queata tecnica risultava però molto danneggiata e il dorso era già stato rifatto nel XVIII secolo. La copertina originale era conservata separatamente, ma venne perduta quando fu prestata per studio alla biblioteca dell'Arsenal di Parigi negli anni '60. Ne resta solo una copia cartacea acquerellata dal rilegatore Charles Jalby alla fine dell'Ottocento.

## Le miniature

### Attribuzioni
Il manoscritto è famoso soprattutto per le due miniature a piena pagina, poste tra la seconda e la terza dedica. La questione dell'attribuzione di queste due miniature è stata sollevata da tempo. Millard Meiss, nella sua monografia su Andrea Mantegna del 1957, attribuisce i due dipinti alla bottega di questo pittore. Inoltre paragona queste due immagini alle opere che il maestro Mantegna eseguì nello stesso periodo a Padova: gli affreschi della Cappella Ovetari della Chiesa degli Eremitani di Padova e la predella della pala d'altare della Chiesa di San Zeno di Verona. Per Meiss questo collaboratore fu influenzato allo stesso tempo dalle prime opere giovanili del cognato Giovanni Bellini, che allora stava lavorando alla pala d'altare della cappella Gattamelata della Basilica di Sant'Antonio. Alcuni dettagli ricordano l'opera di Mantegna: la palma della seconda miniatura e l'architettura che la circonda evocano la colonna centrale e le costruzioni dell'affresco del Martirio di San Cristoforo rappresentato nella cappella Ovetari. Secondo Meiss anche i documenti confermano questa ipotesi: due lettere, datate 4 e 14 marzo 1459, di Ludovico III di Mantova, protettore di Mantegna, volte ad ottenere di restare ancora per qualche tempo a Padova per compiere un'«operetta» prima di ritornare a Mantova. Operetta che potrebbe essere identificabile con queste due miniature.
L'adesione all'attribuzione alla bottega del Mantegna è rimasta piuttosto scarsa. L'operetta citata nella lettera a Ludovico di Mantova è stata invece associata da altre possibili identificazioni, come il San Sebastiano di Vienna, l'Orazione nell'Orto di Londra oppure il San Giorgio di Venezia. Ma le miniature del manoscritto di Albi sono state attribuite anche ad altri artisti come furono proposti i nomi di Marco Zoppo e Lauro Padovano senza però trovare altri consensi.
Fu più fortunata l'ipotesi attributiva a Giovanni Bellini proposta con argomenti ancora consistenti da Ulrike Joost-Gaugier che vedeva nelle due miniature la mano di un Giovanni giovane ancora impegnato nella bottega del padre. E la commissione a Jacopo rimane plausibile dati i buoni rapporti con Marcello. Questa attribuzione, sebbene ancora lontana dall'essere certamente dimostrata, pur trovando vari consensi risulta ignorata nelle monografie belliniane fino al nuovo millennio quando Bellosi la ripropose nel 2008. All'epoca della stesura del manoscritto, Giovanni lavorava ancora con il padre Iacopo da cui riprese l'arco all'antica della prima miniatura. Subì anche l'influenza del cognato Mantegna attraverso opere già citate. Le miniature sono senza dubbio opera di un pittore non abituato alla realizzazione di dipinti per manoscritti, come era appunto Giovanni Bellini,evidenziato dall'assenza di cornice e dalla prospettiva rigorosa. Inoltre, secondo Luciano Bellosi, alcuni dettagli ricordano le opere giovanili dell'artista: la posa, i lineamenti e i costumi dei personaggi ricordano quelli delle Tre Storie di Drusiana e San Giovanni Evangelista, della predella ora conservata presso il castello reale di Berchtesgaden. La resa dei lineamenti e delle capigliature dei giovani ricordano anche i personaggi della Trasfigurazione di Cristo del Museo Correr.

### Descrizione e stile
Le due miniatura piuttosto che ad illustrare il contenuto sono volte a sottolineare il valore dell'opera tradotta e la funzione diplomatica del suo omaggio al sovrano Renato. I fogli, privi della consueta cornice di fregi, rivelano una scarsa consuetudine con l''illustrazione libraria, del resto plausibile nel giovane Bellini, Le immagini, dai colori luminosi e solari, appaiono liberamente fluttuanti nella pagina. Le figure allungate dei  personaggi manifestano un'ispirazione mantegnesca, ma disegnate più morbidamente e comunque arrotondate più di quanto era consueto nell'opera di altri pittori veneziani.
La prima (carta 3v) rappresenta, il traduttore Guarino da Verona che consegna la sua opera al committente Jacopo Antonio Marcello. Guarino è abbigliato con un'ampia toga rossa da dotto e curvo nella schiena, come si può immaginare di un personaggio da anni dedito alla lettura e alla scrittura, Il ritratto del traduttore è forse ispirato a una medaglia di Matteo de' Pasti incisa qualche anno prima. Marcello, benché patrizio veneziano, non è togato ma appare vestito da cortigiano in un ricco corto farsetto in broccato arancione. Il generale veneziano è, dal canto suo, rappresentato invecchiato, con i lineamenti molto più marcati rispetto a quelli rappresentati nel ritratto della Passione di San Maurizio. I due personaggi sono affinacti ognuno da giovani uomini. Tra i questi sono forse identificabili Valerio, figlio di Marcello desinato a morire l'anno successivo, e Battista, figlio di Guarino, anch'egli con una toga ma di colore viola in quanto professore. La consegna avviene davanti ad un arco all'antica, sormontato da un timpano triangolare, e taccato dallo sfondo da un alone azzurro.

La seconda miniatura (carta 4r) mostra Marcello che offre l'opera, questa volta riccamente rilegata, a Renato d'Angiò. Il donatore, con un forte cambio dell'atteggiamento dello scambio tra pari, è ossequiosamente inginocchiato davanti al re francese, ma reso riconoscibile dai medesimi panni vestiti nell'altra pagina, Il re seduto su di un trono accoglie il dono e poggia benevolmente una mano sulla spalla del generale. Nella decorazione classicheggiante trono, dalla ispirazione classicheggiante proprio della scultura toscana, spicca il bassorilievo sul finaco che raffigura il leone che protegge un coniglio, chiaro riferimento alla differenza di rango tra le due persone, significativamente sormontato dalla scritta latina clementiae augustae (Clemenza di Augusto). Il sovrano francese indossa un cappello a tesa rotonda e calza le tipiche poulaine usate in Francia nei XIV e XV secoli. Anche alcuni personaggi a sinistra indossano le stesse calzature alla polacca e altri abiti alla moda fernceseper sottolineare che la scena si svolge alla presenza di una corte. Il paesaggio sullo sfondo è occupato dalla struttura regolare di edifici classicheggianti disegnati in una simmetrica prospettiva che, assieme al trono, rivelano una evoluzione più coerentemente rinascimentale rispetto agli ibridi disegnati da Jacopo. Davanti ai questi spicca la grande palma che allude al caldo della Provenza.

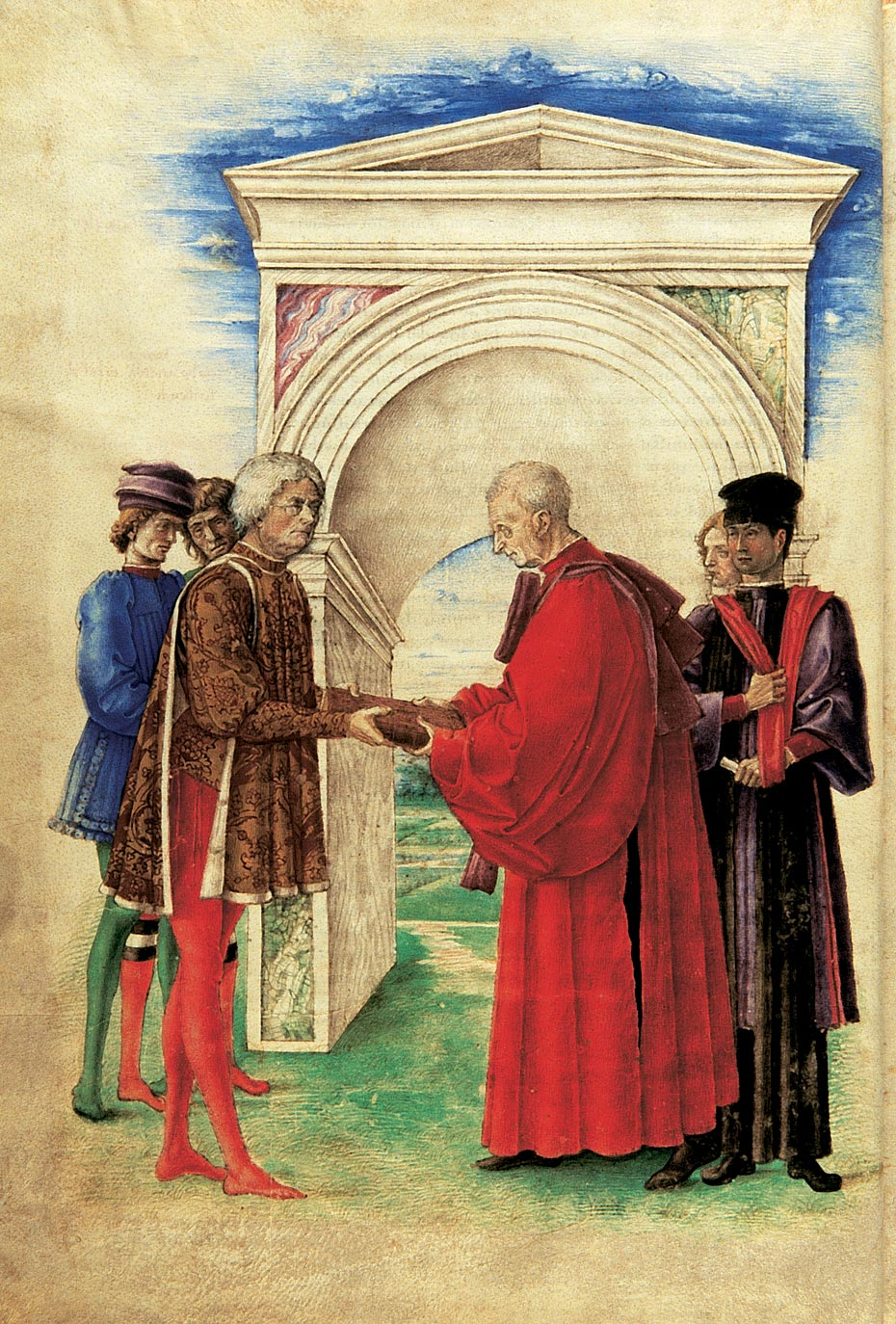
Giovanni Bellini (attribuito), Guarino consegna la sua opera a Jacopo Antonio Marcello, carta 3v
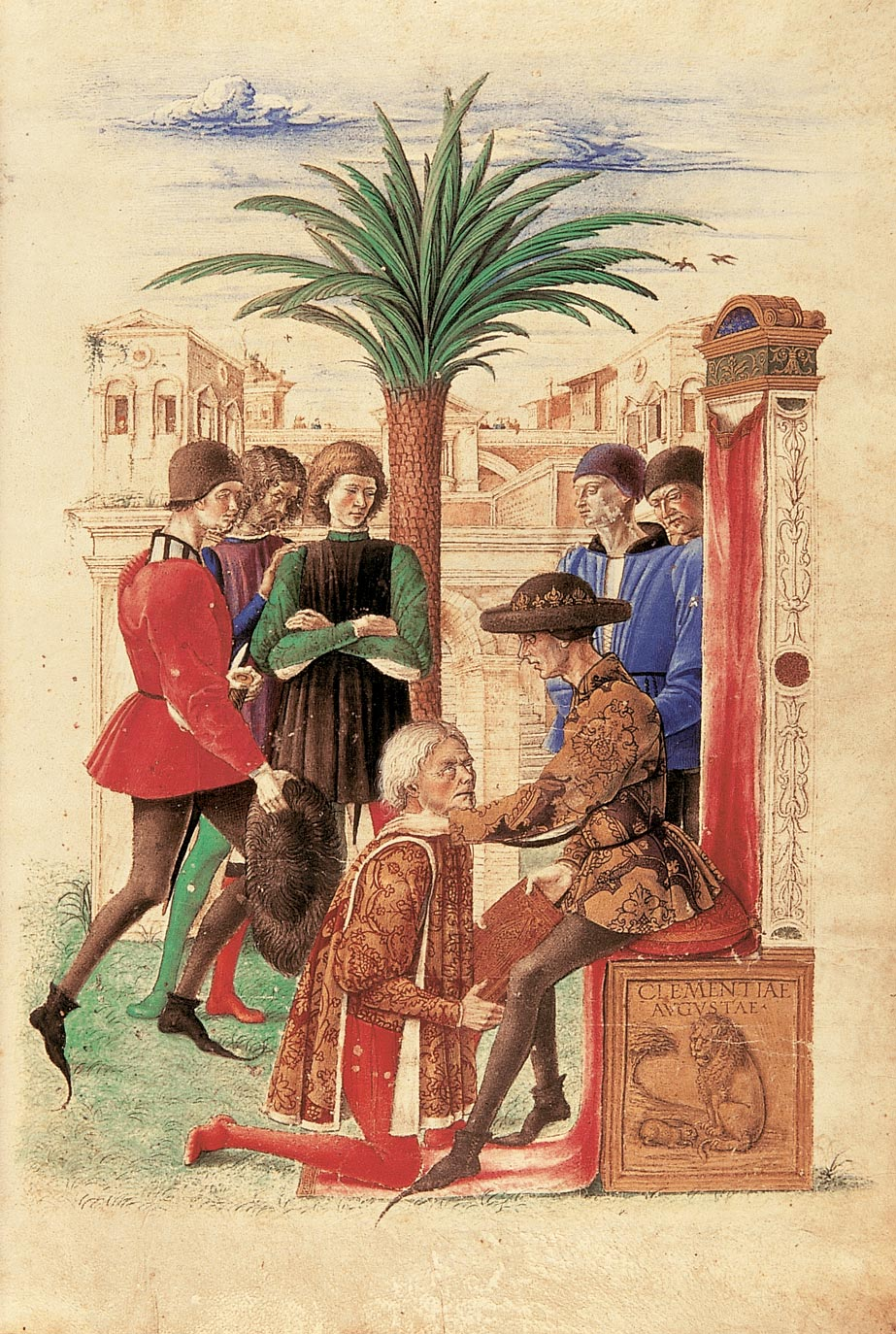
Giovanni Bellini (attribuito), Marcello offre il manoscritto a Reneto d'Angiò, carta 4r

## Influenza dei manoscritti italiani sulla miniatura miniatura francese
Questo manoscritto assieme agli altri inviati dal'Italia alla corte di Renato influenzò la miniatura francese di quel periodo in vari modi. Le sue iniziali all'antica si ritrovano in molti manoscritti posteriori e anche in opere francesi commissionate da Renato d'Angiò. I miniatori al servizio di quella corte, e in particolare il Maestro del Boccaccio di Ginevra, sembrano essersi ispirati ai modelli dello Strabone riproponendoli nei loro manoscritti tra gli anni 1470-1475. È il caso delle Ore di Filippo di Gheldria, di un libro di preghiere, del cosiddetto Rusticano, del Libro degli Stratagemmi di Frontino, della Panteologia di Raniero da Pisa, delle Epistolae di sant'Agostino o di un Commentario sulla Lettera ai Romani di Origene.

È significativa la ripresa dell'abbigliamento e dell'atteggiamento delle figura di Marcello della prima miniatura dello Strabone da parte del Maestro del Boccaccio di Ginevra nel personaggio che organizza la preparazione del trionfo di Pompeo nella miniatura del foglio 115 del Libro degli Stratagemmi.. Le miniature di Albi forse influenzarono più tardi anche Barthélemy d'Eyck in certe composizioni e la postura di alcuni cortigiani nelle miniature del Libro dei Tornei di Renato d'Angiò (carta 3v e carta 11r).

Esempi di manoscritti ispirati al De situ orbia di Albi
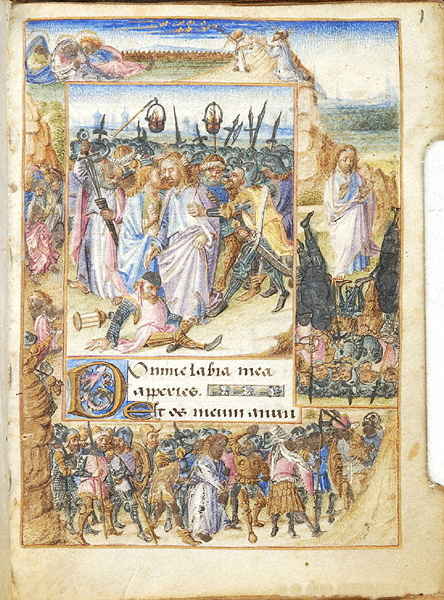
Ore di Filippo di Gheldria, carta 1r
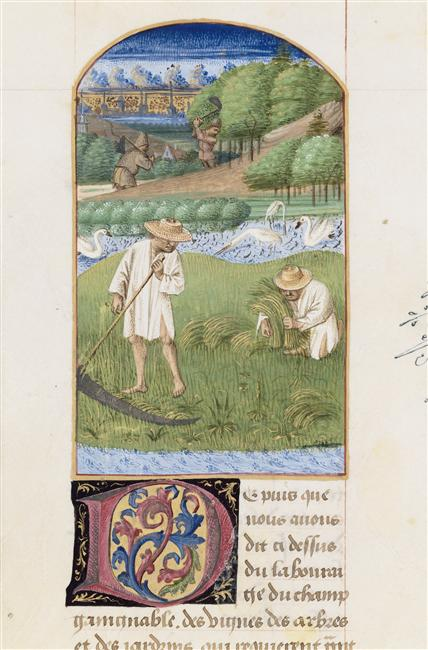
Rusticano di Pietro de' Crescenzi, carta 203v
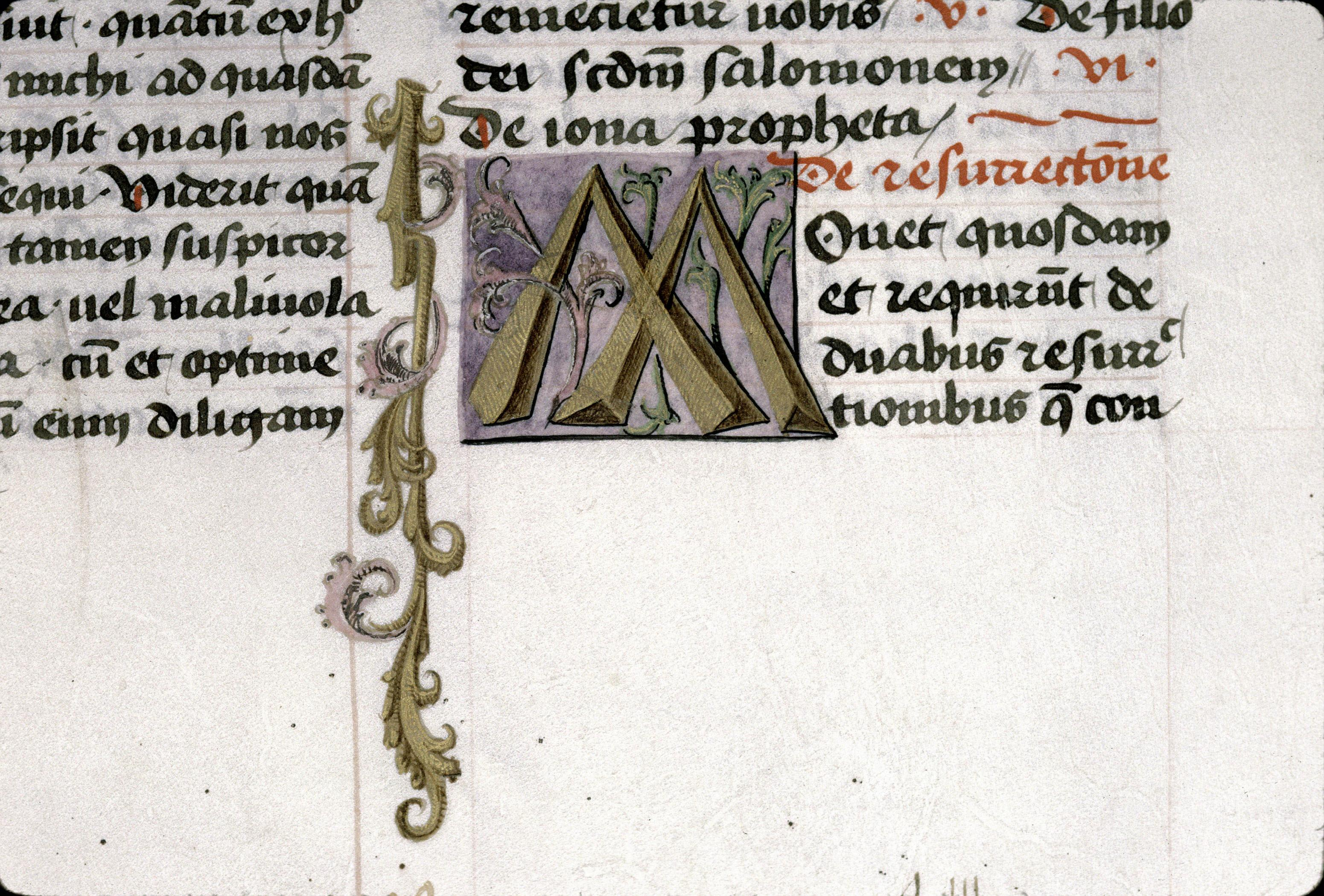
Epistolae di sant Agostino, carta 18r
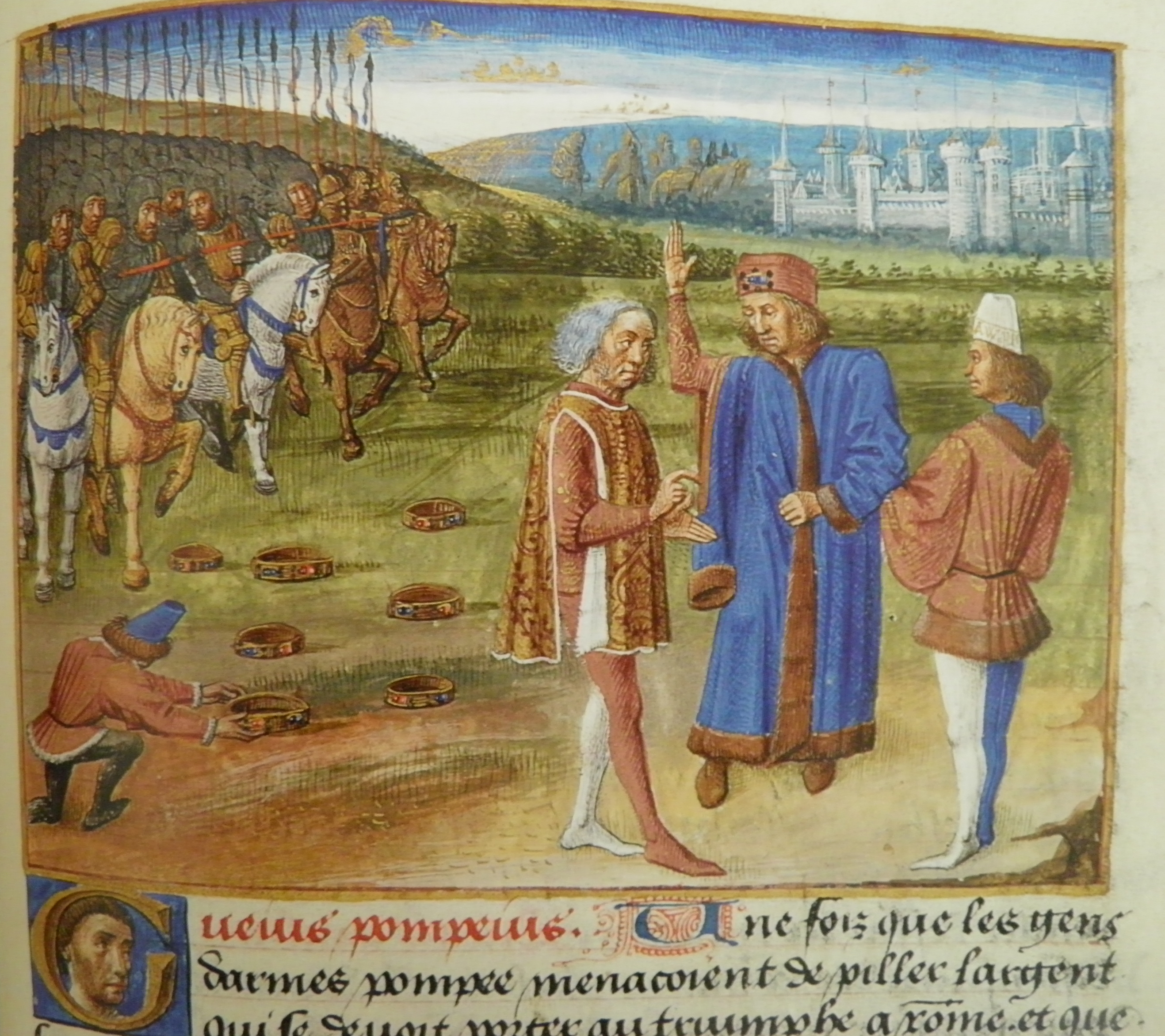
Pompeo tiene consiglio con i suoi luogotenenti Servilio e Glaucia, dal Libro degli Stratagemmi, carta 115r

### Riferimenti ai manoscritti citati
1. ↑  Il manoscrtto autografo di Guarino è oggi nella Biblioteca Bodleiana, Oxford, Ms.Canon.Class.lat.301.
2. ↑  L'altra copia commissionata da Marcello è conservata nella Biblioteca Medicea Laurenziana, Plut.30.07
3. ↑  Bibliothèque de l'Arsenal, Ms.940.
4. ↑  Bibliothèque nationale de France, Lat.17542.
5. ↑  Il manoscrtto autografo di Guarino è oggi nella Biblioteca Bodleiana, Oxford, Ms.Canon.Class.lat.301.
6. ↑  Biblioteca apostolica vaticana, Vat.Gr.174.
7. ↑  La prima parte è oggi conservata all'Eton College, Ms.141.
8. ↑  Museo storico di Stato, Mosca, Gr.204.
9. ↑  Biblioteca dell'Università di Glasgow, Ms.Hunter 201.
10. ↑  Biblioteca municipale di Rouen, Ms.3054.
11. ↑  Biblioteca Marciana, Venise, Ms.Lat.II.39.
12. ↑  Morgan Library and Museum, New York, M.263.
13. ↑  Biblioteca municipale di Saint-Germain-en-Laye, Ms.R60732.
14. ↑  Musée Condé, Chantilly, Ms.340.
15. ↑  Bibliothèque royale de Belgique, Bruxelles, Ms.10475.
16. ↑  Biblioteca nazionale del Portogallo, Lisbona, Ms.il.138.
17. ↑  Biblioteca municipale d8 Marsiglia, Ms.209.
18. ↑  Biblioteca nazionale del Portogallo, Lisbona, Ms.il.124.
19. ↑  BNF, Fr.2695.